# Pheloconus albomaculatus
Pheloconus albomaculatus – gatunek chrząszcza z rodziny ryjkowcowatych.

## Zasięg występowania
Ameryka Południowa, występuje w Boliwii, Brazylii oraz Paragwaju.

## Budowa ciała
Ubarwienie ciała brązowe z dwiema dużymi białymi, oraz mniejszymi czarnymi plamami w tylnej części pokryw.